# David Kádner
David Kádner (* 12. října 1976 Nová Ves v Horách) je český politik, v letech 2010 až 2017 poslanec Poslanecké sněmovny PČR, bývalý člen strany Věci veřejné, později člen hnutí Úsvit.

## Život
Vystudoval stavební učiliště, poté pracoval jako zaměstnanec bezpečnostních složek. Před vstupem do politiky v roce 2010 pracoval jako velitel ostrahy agentury ABL významného sponzora a představitele Věcí veřejných Víta Bárty. Za Věci veřejné byl zvolen ve volbách 2010 v Ústeckém kraji poslancem Parlamentu České republiky.
Znovu kandidoval ve volbách do Poslanecké sněmovny PČR v roce 2013 jako lídr Úsvitu přímé demokracie Tomia Okamury a byl zvolen poslancem. V listopadu 2013 byl zároveň zvolen (přesněji kooptován) místopředsedou Věcí veřejných. V prosinci 2013 byl zvolen předsedou braného výboru sněmovny. Na sjezdu strany v lednu 2014 byl potvrzen ve funkci místopředsedy strany. Tuto pozici zastával do poloviny července 2015, kdy se strana přeměnila na spolek a tím de facto zanikla. Následně vstoupil do hnutí Úsvit - Národní koalice a stal se členem jeho předsednictva.
Ve volbách do Evropského parlamentu v roce 2014 kandidoval na 26. místě kandidátky Věcí veřejných, ale neuspěl. V komunálních volbách v roce 2014 obhájil post zastupitele obce Nová Ves v Horách na Mostecku, když vedl jako člen VV kandidátku subjektu "Otevřená radnice". V listopadu 2014 byl zvolen starostou obce pro další funkční období.
V krajských volbách v roce 2016 byl z pozice člena hnutí Úsvit lídrem kandidátky subjektu "Úsvit s Blokem proti islamizaci" v Ústeckém kraji, ale neuspěl. Ve volbách do Poslanecké sněmovny PČR v roce 2017 již nekandidoval.
V komunálních volbách v roce 2018 obhájil jako nestraník za hnutí Otevřená radnice (Hora 2014) mandát zastupitele obce Nová Ves v Horách z pozice lídra kandidátky. Na konci října 2018 se stal opět starostou obce. Ve volbách v roce 2022 opět obhájil mandát zastupitele obce jako nezávislý lídr kandidátky „LEPŠÍ SEVER V NOVÉ VSI V HORÁCH“. V říjnu 2022 byl již po čtvrté zvolen starostou obce.